# Championnat des îles Caïmans de football
Le Championnat des îles Caïmans de football, plus connu sous l'appellation CIFA Premier League, est une compétition placée sous l'égide de la Fédération des Îles Caïmans de football. 
Fondée en 1970, elle rassemble quatorze clubs au sein d'une poule unique, où ils s'affrontent à trois reprises pour désigner le champion des îles Caïmans.
La formation de Scholars International est la plus titrée avec un total de quinze championnats remportés.  

## Palmarès
- 1970-1971 : B-Rite Stars
- 1971-1972 : B-Rite Stars
- 1972-1973 : Saprissa
- De 1973 à 1978 : Inconnu
- 1978-1979 : Interpol FC
- 1979-1980 : Yama Sun Oil
- De 1980 à 1982 : Inconnu
- 1982-1983 : St. George's
- 1983-1984 : Mont Joly
- De 1985 à 1996 : Inconnu
- 1996-1997 : George Town SC
- 1997-1998 : Scholars International
- 1998-1999 : George Town SC
- 1999-2000 : Western Union FC
- 2000-2001 : Scholars International
- 2001-2002 : George Town SC
- 2002-2003 : Scholars International
- 2003-2004 : Latinos FC
- 2005 : Western Union FC
- 2006 : Scholars International
- 2006-2007 : Scholars International
- 2007-2008 : Scholars International
- 2008-2009 : Elite SC
- 2009-2010 : Scholars International
- 2010-2011 : Elite SC
- 2011-2012 : Scholars International
- 2012-2013 : Bodden Town FC
- 2013-2014 : Bodden Town FC
- 2014-2015 : Scholars International
- 2015-2016 : Scholars International
- 2016-2017 : Bodden Town FC
- 2017-2018 : Scholars International
- 2018-2019 : Scholars International
- 2019-2020 : Bodden Town FC
- 2020-2021 : Scholars International
- 2022 : Scholars International[2]
- 2022-2023 : Scholars International[3]
- 2023-2024 : Scholars International